# Unisexmode

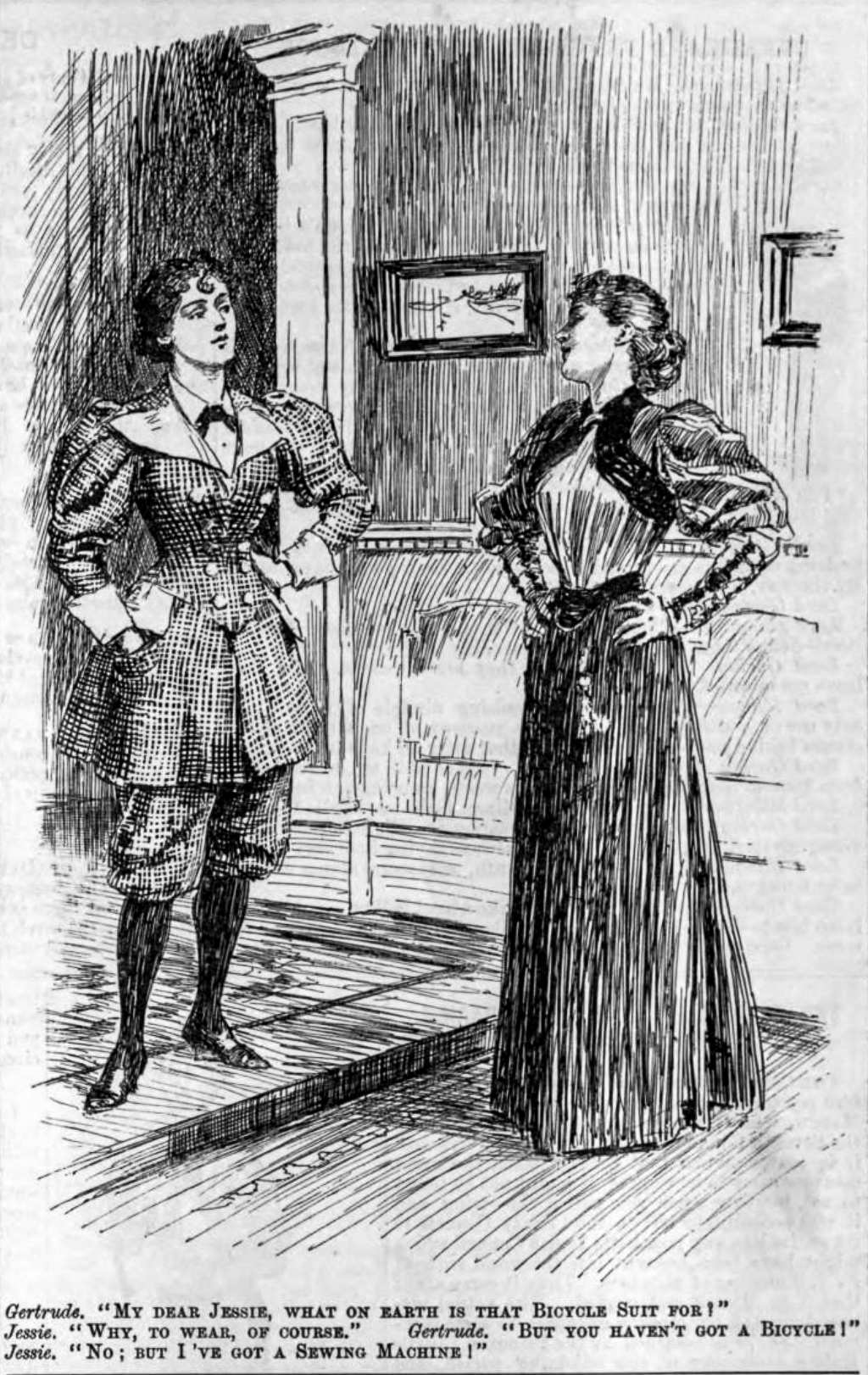
The Bicycle Suit, teckning från Punch magazine (1895).

Unisexmode är kläder avsedda att bäras av både män och kvinnor. Modet, som uppkom under 1960-talet, var ett sätt att minska skillnaderna mellan könen, men det hade vanligen en helt motsatt effekt. De unisexplagg som togs fram för TV-serien Månbas Alpha framhävde snarare än dolde skillnaden mellan könen.
Småbarn har i alla tider klätts i liknande plagg oberoende av kön, men nu började tonåringar att klä sig på samma sätt. Pojkarnas hår blev längre och flickorna bytte ut kjolarna mot långbyxor och alla hade virkade ponchos, till föräldrarnas stora fasa.
År 1966 började Pierre Cardin att designa unisexplagg för män och Yves Saint Laurent lanserade unisexkostymer lagom till Majrevolten i Paris  1968.
Rohdi Heintz och Sighsten Herrgård var några av de svenska pionjärerna inom unisexmodet. Även hårstylister blev inspirerade av modet och än idag finns frisyrer som är unisex.

## Exempel på unisexmode
- Unisexdräkt
- Mysoverall